# Lalesi Vaia
Lalesi Vaia  is een Tuvaluaans voetballer die uitkomt voor Nauti.
Lalesi deed in 2003 en in 2007 mee met het Tuvaluaans voetbalelftal op de Pacific Games 2003, waar hij tot twee wedstrijden kwam, en Pacific Games 2007, waar hij vier wedstrijden speelde.